# بدر الحمود
بدر الحمود (زادهٔ ۱۳ سپتامبر ۱۹۸۵، استان شرقی) کارگردان فیلم و بازیگر اهل عربستان سعودی است. او چندین فیلم‌کوتاه کارگردانی کرده‌است که در جشنواره‌های جشنواره سینمایی خلیج و جشنواره فیلم ابوظبی برنده جوایز شده‌است. او از سال ۲۰۰۹، به عنوان مدیر اجرایی در Bfilms مشغول به کار است. «مونوبولی» فیلمی بود که توسط الحمود در سال ۲۰۱۱ در یوتیوب منتشر شد که به موضوع مسکن در عربستان سعودی پرداخته بود.

## فیلم‌شناسی

### کارگردان
- صناعة محلیة
- سکراب (۲۰۱۵)
- مونوبولی (۲۰۱۱)
- داکن (۲۰۱۰)
- السحور الأخیر
- شرود (۲۰۰۹)
- أبیض وأبیض (۲۰۰۸)
- حمامة حرب
- کتاب الرمال (۲۰۱۳)
- قلم المرایا (۲۰۱۴)
- فضیلة ان تکون لا احد (۲۰۱۷)